# 国府海水浴場
国府海水浴場（こくふかいすいよくじょう）は、島根県浜田市にある海水浴場である。浜田海岸県立自然公園に指定されている。

## 概要
下府川の河口にあり、砂浜が約1kmにわたって続く海水浴場である。
浜田自動車道の浜田インターチェンジから近いこともあり、夏場は広島県など県外からの海水浴客も多い。
また、山陰有数のサーフィンスポットで、夏季以外も多くのサーファーが訪れる。

## 周辺
- 国民宿舎千畳苑
- 石見畳ヶ浦
- 唐鐘漁港

## アクセス
- JR山陰本線下府駅から徒歩約15分。
- 浜田自動車道浜田インターチェンジから車で約5分。
- 石見交通千畳苑口バス停から徒歩約5分。